# Liste der Monuments historiques in Roncourt
Die Liste der Monuments historiques in Roncourt führt die Monuments historiques in der französischen Gemeinde Roncourt auf.

## Liste der Bauwerke
| Bezeichnung       | Beschreibung           | Standort                  | Kennzeichnung | Schutzstatus | Datum | Bild           |
| ----------------- | ---------------------- | ------------------------- | ------------- | ------------ | ----- | -------------- |
| Kirche St-Georges | ab dem 12. Jahrhundert | Rue Raymond Mondon (Lage) | PA00106978    | Classé       | 1895  | weitere Bilder |

## Liste der Objekte
| Bezeichnung                   | Beschreibung                                           | Standort                        | Kennzeichnung | Schutzstatus | Datum | Bild |
| ----------------------------- | ------------------------------------------------------ | ------------------------------- | ------------- | ------------ | ----- | ---- |
| Skulptur Christus in der Rast | Kalkstein, farbig gefasst, Anfang des 16. Jahrhunderts | in der Kirche St-Georges (Lage) | PM57000441    | Classé       | 1990  |      |